# Bhutans flag
Bhutans flag er et af de nationale symboler for Bhutan. Flaget er baseret på traditionen for den tibetanske buddhismes Drukpa-afstamning og har Druk, bhutanesisk mytologis tordendrage.[kilde mangler] Flagets grundlæggende design af Mayum Choying Wangmo Dorji stammer fra 1947. En version blev vist i 1949 ved underskrivelsen af Indo-Bhutan-traktaten. En anden version blev introduceret i 1956 til besøg af Druk Gyalpo Jigme Dorji Wangchuk i det østlige Bhutan; det var baseret på fotos af sin forgænger fra 1949 og indeholdt et hvidt tryk i stedet for den grønne original.